# Prosopocera spinipennis
Prosopocera spinipennis là một loài bọ cánh cứng trong họ Cerambycidae.